# Formel 1-VM 2018

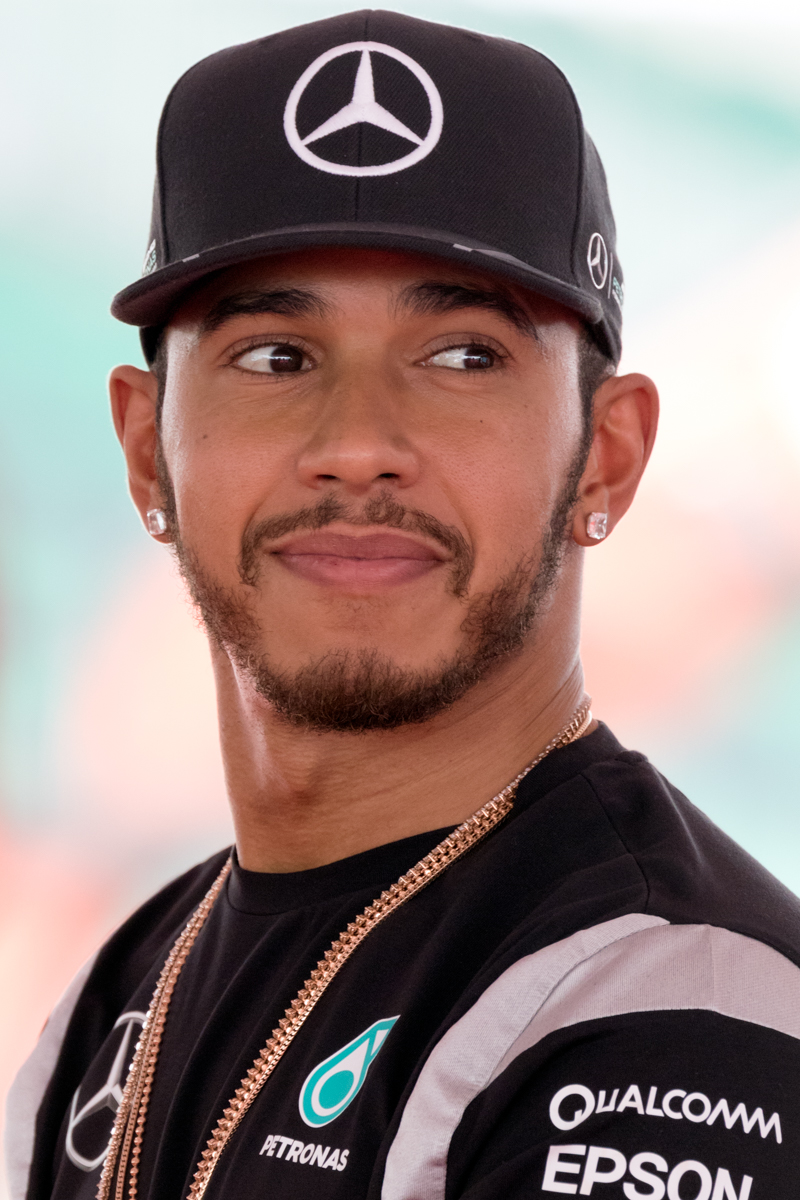
2018 års världsmästare, Lewis Hamilton.

Formel 1-VM 2018 var den sextionionde säsongen av Fédération Internationale de l'Automobile:s världsmästerskap för formelbilar, Formel 1. Säsongen startade i Australien den 25 mars och avslutades i Abu Dhabi den 25 november.
Lewis Hamilton gick in i förarmästerskapet som regerande världsmästare. Inför Mexikos Grand Prix ledde han förarmästerskapet med 70 poäng före Ferraris Sebastian Vettel. Med tre tävlingar kvar och 75 poäng kvar att köra om, behövdes 5 poäng för att säkra mästerskapet. Hamilton slutade på en 4:e plats och tog sin andra VM-titel i rad och femte titel totalt.
2018 års tävlingskalender innehöll några förändringar jämfört med året innan; Malaysias Grand Prix utgick och Tysklands Grand Prix återkom efter ett års frånvaro. Återkom gjorde även Frankrikes Grand Prix som var tillbaka för första gången sedan 2008. Loppet i Frankrike kördes dock inte på Magny-Cours som senast utan avgjordes på Circuit Paul Ricard som senast gästades av formel 1 1990. Rysslands Grand Prix flyttades fram från april till september och Azerbajdzjans Grand Prix tidigarelades med två månader för att inte krocka med landets firande av etthundraårsdagen av republikens bildande. Dessutom bytte Bahrains Grand Prix och Kinas plats med varandra.
Nya regler för 2018 innebar att alla bilar måste ha en "halo" för att skydda föraren.

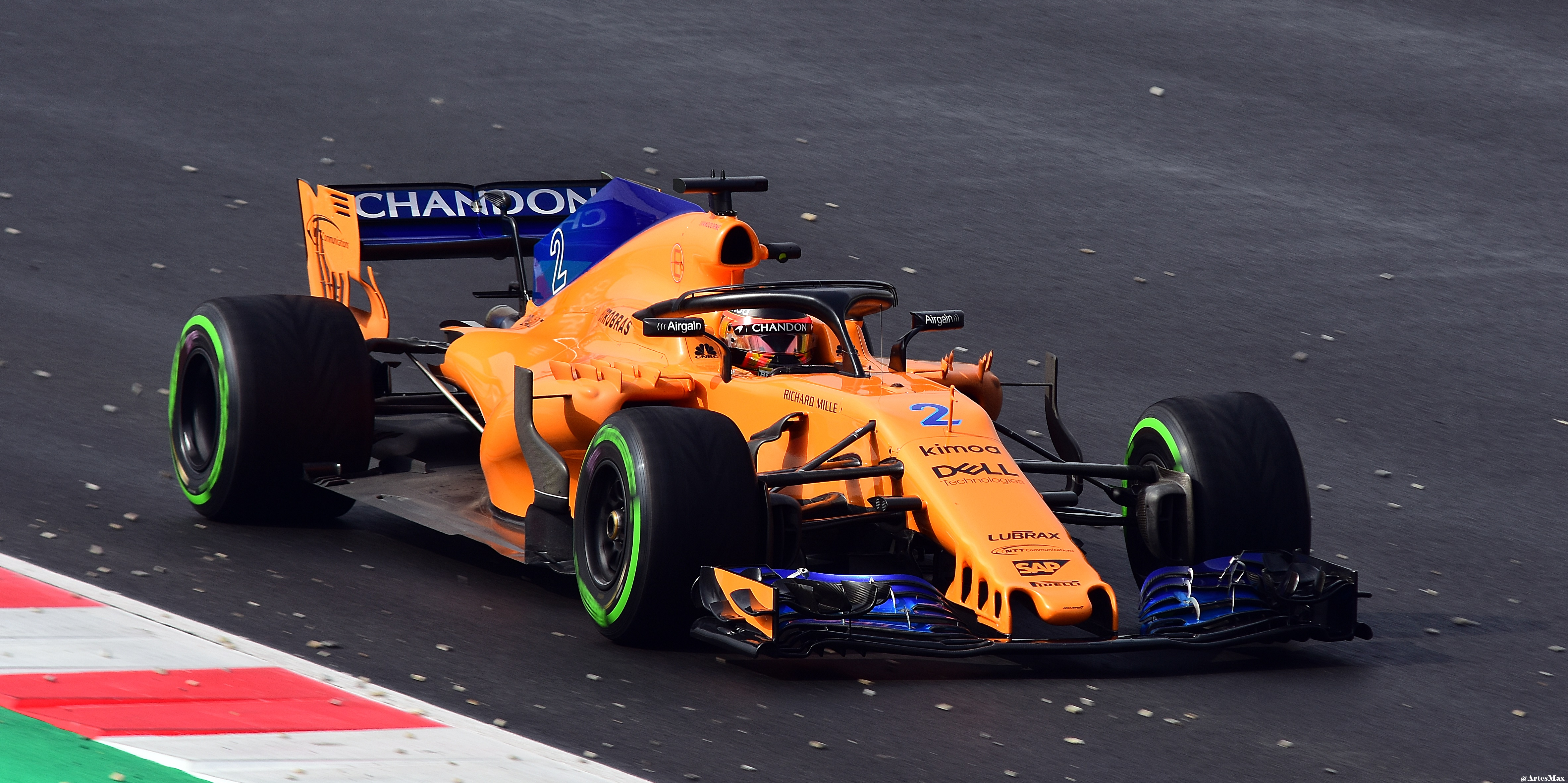
En McLaren med en "halo".

## Stall och förare
Följande stall och förare deltog i 2018 års säsong av formel 1-VM.
| Scuderia Ferrari                     | Ferrari                   | SF71H            | Ferrari 062 EVO        | P | 5  | Sebastian Vettel  |
| Scuderia Ferrari                     | Ferrari                   | SF71H            | Ferrari 062 EVO        | P | 7  | Kimi Räikkönen    |
| Sahara Force India F1 Team (Konkurs) | Force India-Mercedes      | VJM11            | Mercedes M09 EQ Power+ | P | 11 | Sergio Pérez      |
| Sahara Force India F1 Team (Konkurs) | Force India-Mercedes      | VJM11            | Mercedes M09 EQ Power+ | P | 31 | Esteban Ocon      |
| Racing Point Force India F1 Team     | Force India-Mercedes      | VJM11            | Mercedes M09 EQ Power+ | P | 11 | Sergio Pérez      |
| Racing Point Force India F1 Team     | Force India-Mercedes      | VJM11            | Mercedes M09 EQ Power+ | P | 31 | Esteban Ocon      |
| Haas F1 Team                         | Haas-Ferrari              | VF-18            | Ferrari 062 EVO        | P | 8  | Romain Grosjean   |
| Haas F1 Team                         | Haas-Ferrari              | VF-18            | Ferrari 062 EVO        | P | 20 | Kevin Magnussen   |
| McLaren F1 Team                      | McLaren-Renault           | MCL33            | Renault R.E.18         | P | 2  | Stoffel Vandoorne |
| McLaren F1 Team                      | McLaren-Renault           | MCL33            | Renault R.E.18         | P | 14 | Fernando Alonso   |
| Mercedes AMG Petronas Motorsport     | Mercedes                  | F1 W09 EQ Power+ | Mercedes M09 EQ Power+ | P | 44 | Lewis Hamilton    |
| Mercedes AMG Petronas Motorsport     | Mercedes                  | F1 W09 EQ Power+ | Mercedes M09 EQ Power+ | P | 77 | Valtteri Bottas   |
| Aston Martin Red Bull Racing         | Red Bull Racing-TAG Heuer | RB14             | TAG Heuer              | P | 3  | Daniel Ricciardo  |
| Aston Martin Red Bull Racing         | Red Bull Racing-TAG Heuer | RB14             | TAG Heuer              | P | 33 | Max Verstappen    |
| Renault Sport Formula One Team       | Renault                   | R.S.18           | Renault R.E.18         | P | 27 | Nico Hülkenberg   |
| Renault Sport Formula One Team       | Renault                   | R.S.18           | Renault R.E.18         | P | 55 | Carlos Sainz Jr.  |
| Alfa Romeo Sauber F1 Team            | Sauber-Ferrari            | C37              | Ferrari 062 EVO        | P | 9  | Marcus Ericsson   |
| Alfa Romeo Sauber F1 Team            | Sauber-Ferrari            | C37              | Ferrari 062 EVO        | P | 16 | Charles Leclerc   |
| Red Bull Toro Rosso Honda            | Toro Rosso-Honda          | STR13            | Honda RA618H           | P | 10 | Pierre Gasly      |
| Red Bull Toro Rosso Honda            | Toro Rosso-Honda          | STR13            | Honda RA618H           | P | 28 | Brendon Hartley   |
| Williams Martini Racing              | Williams-Mercedes         | FW41             | Mercedes M09 EQ Power+ | P | 18 | Lance Stroll      |
| Williams Martini Racing              | Williams-Mercedes         | FW41             | Mercedes M09 EQ Power+ | P | 35 | Sergey Sirotkin   |
| Källor:                              |                           |                  |                        |   |    |                   |

## Tävlingskalender

De länderna som formel 1 anordnas i är markerade i grönt.

Följande 20 Grand Prix ägde rum under 2018.
|        | Grand Prix                 | Bana                                       | Datum        |
| ------ | -------------------------- | ------------------------------------------ | ------------ |
| 1      | Australiens Grand Prix     | Melbourne Grand Prix Circuit, Melbourne    | 25 mars      |
| 2      | Bahrains Grand Prix        | Bahrain International Circuit, Sakhir      | 8 april      |
| 3      | Kinas Grand Prix           | Shanghai International Circuit, Shanghai   | 15 april     |
| 4      | Azerbajdzjans Grand Prix   | Baku City Circuit, Baku                    | 29 april     |
| 5      | Spaniens Grand Prix        | Circuit de Barcelona-Catalunya, Barcelona  | 13 maj       |
| 6      | Monacos Grand Prix         | Circuit de Monaco, Monte Carlo             | 27 maj       |
| 7      | Kanadas Grand Prix         | Circuit Gilles Villeneuve, Montréal        | 10 juni      |
| 8      | Frankrikes Grand Prix      | Circuit Paul Ricard, Le Castellet          | 24 juni      |
| 9      | Österrikes Grand Prix      | Red Bull Ring, Steiermark                  | 1 juli       |
| 10     | Storbritanniens Grand Prix | Silverstone Circuit, Silverstone           | 8 juli       |
| 11     | Tysklands Grand Prix       | Hockenheimring, Hockenheim                 | 22 juli      |
| 12     | Ungerns Grand Prix         | Hungaroring, Budapest                      | 29 juli      |
| 13     | Belgiens Grand Prix        | Circuit de Spa-Francorchamps, Stavelot     | 26 augusti   |
| 14     | Italiens Grand Prix        | Autodromo Nazionale Monza, Monza           | 2 september  |
| 15     | Singapores Grand Prix      | Marina Bay Street Circuit, Singapore       | 16 september |
| 16     | Rysslands Grand Prix       | Sotji Autodrom, Sotji                      | 30 september |
| 17     | Japans Grand Prix          | Suzuka International Racing Course, Suzuka | 7 oktober    |
| 18     | USA:s Grand Prix           | Circuit of the Americas, Austin, Texas     | 21 oktober   |
| 19     | Mexikos Grand Prix         | Autódromo Hermanos Rodríguez, Mexico City  | 28 oktober   |
| 20     | Brasiliens Grand Prix      | Autódromo José Carlos Pace, São Paulo      | 11 november  |
| 21     | Abu Dhabis Grand Prix      | Yas Marina Circuit, Abu Dhabi              | 25 november  |
| Källa: |                            |                                            |              |

## Resultat

### Grand Prix
|    | Grand Prix                 | Pole position    | Snabbaste varv   | Segrande förare  | Segrande konstruktör | Rapport |
| -- | -------------------------- | ---------------- | ---------------- | ---------------- | -------------------- | ------- |
| 1  | Australiens Grand Prix     | Lewis Hamilton   | Daniel Ricciardo | Sebastian Vettel | Ferrari              | Rapport |
| 2  | Bahrains Grand Prix        | Sebastian Vettel | Valtteri Bottas  | Sebastian Vettel | Ferrari              | Rapport |
| 3  | Kinas Grand Prix           | Sebastian Vettel | Daniel Ricciardo | Daniel Ricciardo | Red Bull Racing      | Rapport |
| 4  | Azerbajdzjans Grand Prix   | Sebastian Vettel | Valtteri Bottas  | Lewis Hamilton   | Mercedes             | Rapport |
| 5  | Spaniens Grand Prix        | Lewis Hamilton   | Daniel Ricciardo | Lewis Hamilton   | Mercedes             | Rapport |
| 6  | Monacos Grand Prix         | Daniel Ricciardo | Max Verstappen   | Daniel Ricciardo | Red Bull Racing      | Rapport |
| 7  | Kanadas Grand Prix         | Sebastian Vettel | Max Verstappen   | Sebastian Vettel | Ferrari              | Rapport |
| 8  | Frankrikes Grand Prix      | Lewis Hamilton   | Valtteri Bottas  | Lewis Hamilton   | Mercedes             | Rapport |
| 9  | Österrikes Grand Prix      | Valtteri Bottas  | Kimi Räikkönen   | Max Verstappen   | Red Bull Racing      | Rapport |
| 10 | Storbritanniens Grand Prix | Lewis Hamilton   | Sebastian Vettel | Sebastian Vettel | Ferrari              | Rapport |
| 11 | Tysklands Grand Prix       | Sebastian Vettel | Lewis Hamilton   | Lewis Hamilton   | Mercedes             | Rapport |
| 12 | Ungerns Grand Prix         | Lewis Hamilton   | Daniel Ricciardo | Lewis Hamilton   | Mercedes             | Rapport |
| 13 | Belgiens Grand Prix        | Lewis Hamilton   | Valtteri Bottas  | Sebastian Vettel | Ferrari              | Rapport |
| 14 | Italiens Grand Prix        | Kimi Räikkönen   | Lewis Hamilton   | Lewis Hamilton   | Mercedes             | Rapport |
| 15 | Singapores Grand Prix      | Lewis Hamilton   | Kevin Magnussen  | Lewis Hamilton   | Mercedes             | Rapport |
| 16 | Rysslands Grand Prix       | Valtteri Bottas  | Valtteri Bottas  | Lewis Hamilton   | Mercedes             | Rapport |
| 17 | Japans Grand Prix          | Lewis Hamilton   | Sebastian Vettel | Lewis Hamilton   | Mercedes             | Rapport |
| 18 | USA:s Grand Prix           | Lewis Hamilton   | Lewis Hamilton   | Kimi Räikkönen   | Ferrari              | Rapport |
| 19 | Mexikos Grand Prix         | Daniel Ricciardo | Valtteri Bottas  | Max Verstappen   | Red Bull Racing      | Rapport |
| 20 | Brasiliens Grand Prix      | Lewis Hamilton   | Valtteri Bottas  | Lewis Hamilton   | Mercedes             | Rapport |
| 21 | Abu Dhabis Grand Prix      | Lewis Hamilton   | Sebastian Vettel | Lewis Hamilton   | Mercedes             | Rapport |